# Cathédrale de l'Assomption de Kielce
Cette  cathédrale n’est pas la seule cathédrale de l'Assomption.
La cathédrale de l'Assomption-de-la-Vierge-Marie de Kielce en Pologne (en polonais : Bazylika katedralna Wniebowzięcia Najświętszej Maryi Panny) est l'église principale du diocèse de Kielce. Elle est située sur la "colline de la cathédrale" ou "colline du château" au cœur de la ville, nom associé à l'édification du palais épiscopal de Cracovie entre 1637 et 1641, qui était souvent appelé le château. Ancienne résidence d'été des évêques de Cracovie à Kielce, elle est la résidence baroque la mieux conservée de la première moitié du XVIIe siècle en Pologne.
La cathédrale est un sanctuaire de Notre-Dame des Grâces (Matka Boża Łaskawa). L'icône de la Vierge Marie est vénérée depuis 1636. Elle a été couronnée par le pape Jean-Paul II le 3 juin 1991.

## Histoire
En 1171, l'évêque de Cracovie, Gedeon, fait édifier une petite église de style roman. Selon l'historien Jan Długosz, le sanctuaire comporte deux tours adjacentes.
En 1260, la collégiale est détruite par les Tatars.
En 1719, Kazimierz Lubienski (pl), évêque de Cracovie, ordonne la démolition des deux tours médiévales et engage une rénovation de l'église.
En 1805, la collégiale est élevée au rang de cathédrale.
Le 28 septembre 1971, a lieu la célébration solennelle du 800e anniversaire de l'édifice qui reçoit le titre honorifique de basilique mineure.
En 1982, la basilique cathédrale est reconnue comme sanctuaire marial pour tout le diocèse.

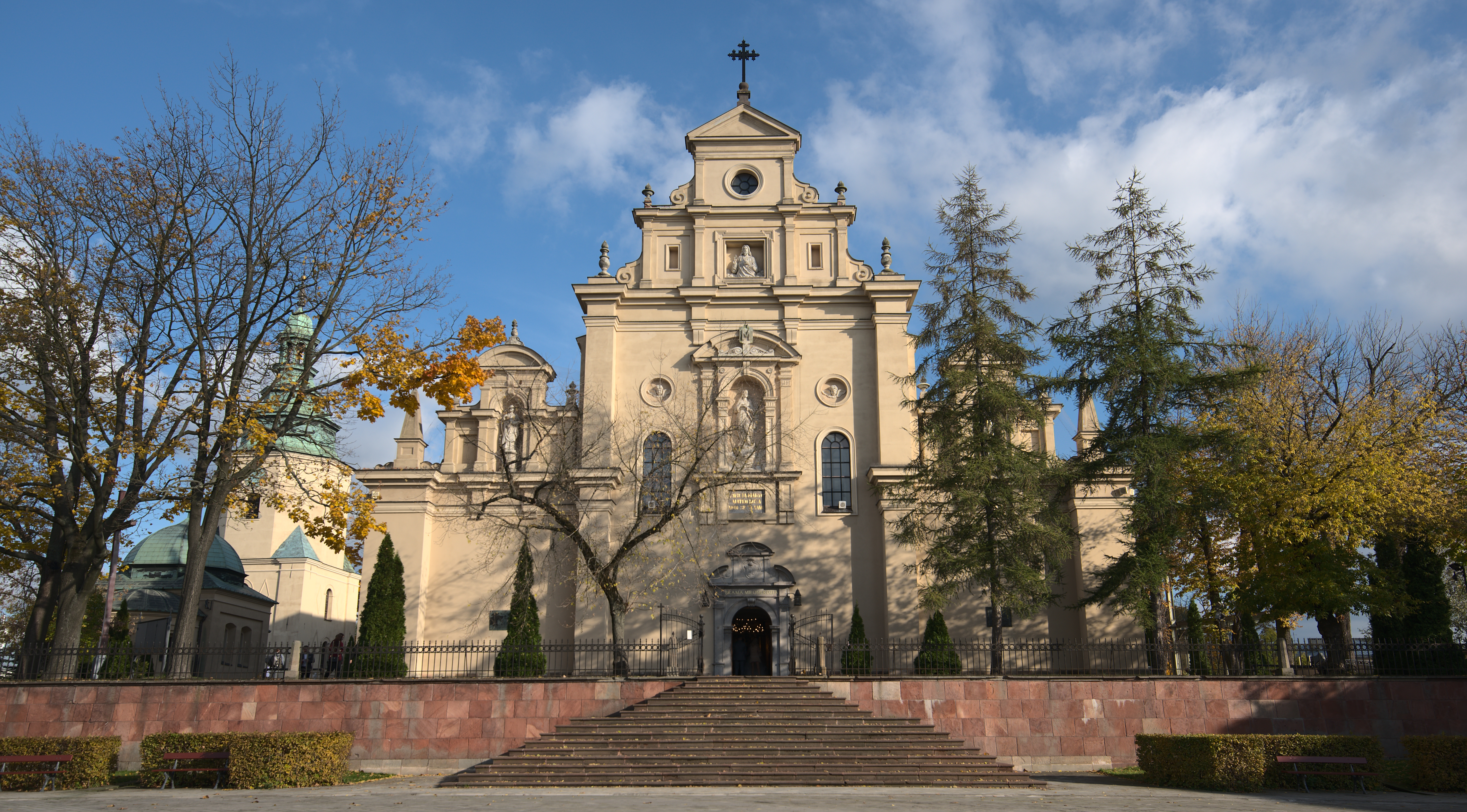
Vue d'ensemble de la façade.
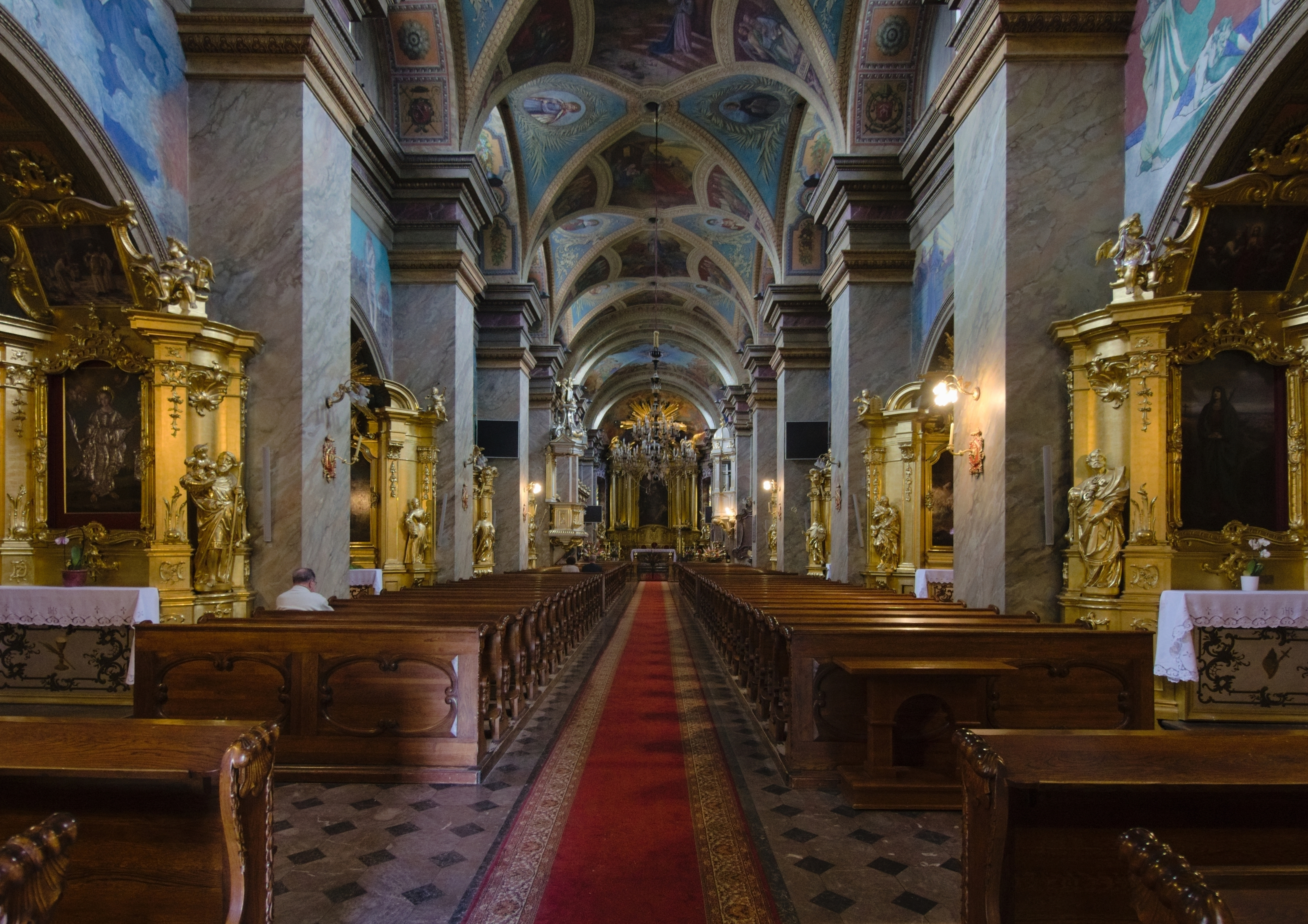
L'intérieur avec la nef vers le chœur.

### Article lié
- Liste des cathédrales de Pologne